# Чубуков, Алексей Григорьевич
Алексей Григорьевич Чубуков — советский государственный и хозяйственный деятель.

## Биография
Родился в 1920 году. Член КПСС.
С 1940 года — на хозяйственной и государственный работе. 
В 1940—1984 гг.: 
- строитель, участник строительства космодрома «Плесецк»,
- участник строительства Дворца культуры и науки в Варшаве,
- заместитель Министра монтажных и специальных строительных работ СССР.

Лауреат Государственной премии СССР (закрытое постановление за строительство космодрома «Плесецк».
Умер в Москве в 1984 году.